# Diopside
Diopsid là một loại khoáng vật trong nhóm pyroxen có công thức hóa học MgCaSi2O6. Nó tạo ra một chuỗi dung dịch rắn hòa chỉnh với hedenbergit (FeCaSi2O6) và augit, và các dung dịch rắn từng phần với orthopyroxen và pigeonit. Nó có nhiều màu nhưng đặc trưng nhất là các tinh thể lục tối thuộc nhóm lăng trụ một nghiêng

## Thành tạo

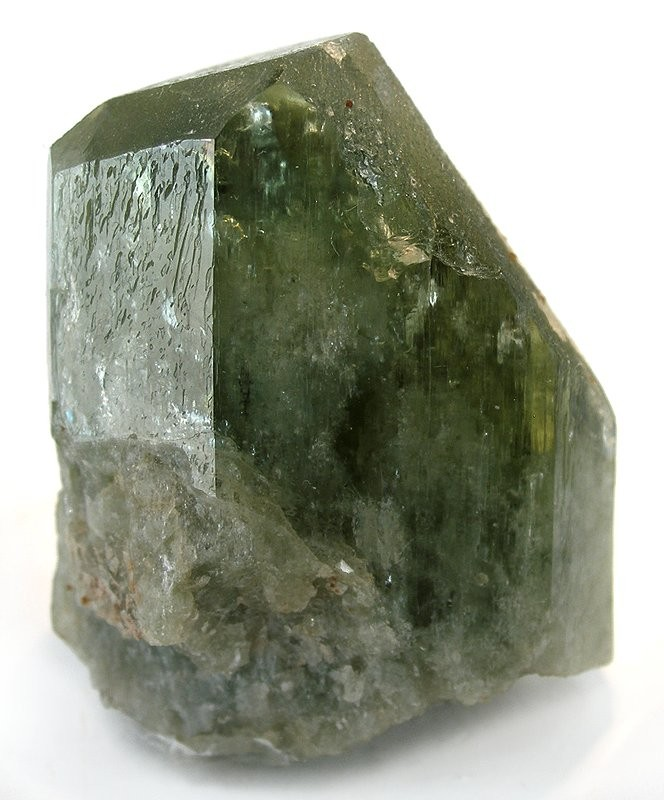
Tinh thể Diopside ở De Kalb, New York (kích thước: 4.3 x 3.3 x 1.9 cm)

Diopside được tìm thấy trong các đá siêu mafic (kimberlite và peridotit), và augit giàu diopside là phổ biến trong các đá mafic như basalt olivin và andesit. Diopside cũng được tìm thấy ở nhiều biến thể khác nhau trong các đá biến chất như đá biến chất tiếp xúc skarn phát triển từ các đá dolomit giàu silica. Nó là khoáng vật quan trọng trong manti của Trái Đất và phổ biến ở dạng thể tù peridotit phun trào trong kimberlite và basalt kiềm.

## Khoáng vật học và phân bố
Diopside là tiền chất của chrysotile (asbestos trắng) được hình thành bởi sự thay thế nhiệt dịch và sự phân dị mác-ma; nó có thể phản ứng với các dung dịch hydrat magiê và clo để tạo rar chrysotile bằng cách nung ở 600 °C trong khoảng 3 ngày. Một số tích tụ vermiculit, chủ yếu ở Libby, Montana, bị nhiễm chrysotile (cũng như các dạng khác của asbestos) được hình thành từ diopside.